# Cryptosphaeroides tenrec
Cryptosphaeroides tenrec är en skalbaggsart som beskrevs av Alberto Ballerio 2008. Cryptosphaeroides tenrec ingår i släktet Cryptosphaeroides och familjen Hybosoridae. Inga underarter finns listade i Catalogue of Life.